# ケースセオリー
ケースセオリー (case theory, theory of the case) とは、刑事弁護で用いられる法律用語で、「当事者が事実認定者に対して提起する事件の説明ないし勝訴すべき理由として、全ての証拠と争いのない事実について矛盾のない説明を与えること」である。

## 参考資料
- 河津博史『裁判員裁判における法廷プレゼンテーション』（PDF）2007年9月8日。